# Nikki DeLoach
Ashlee Nicole DeLoach (Waycross, Georgia, 9 de septiembre de 1979) es una actriz y cantante estadounidense.

## Biografía
Nikki DeLoach nació el 9 de septiembre de 1979 en Waycross, Georgia, EE. UU. Creció y vivió en una granja junto con su familia.

### Carrera profesional
Comenzó su carrera a la edad de 14 años, cuando la contrataron para trabajar en el nuevo Mickey Mouse Club junto a grandes artistas de la actualidad como Christina Aguilera, Britney Spears y Justin Timberlake. Sus improvisaciones y su talento musical la llevaron a su próximo trabajo como integrante del grupo pop Innosense.
Entre sus otras actuaciones, se encuentran la película para televisión Never Give Up: The Jimmy V Story, el largometraje Traveller con Bill Paxton y Mark Wahlberg, la secuela de la película protagonizada por Sandra Bullock, The Net, titulada The Net 2.0, un papel en la serie Emerald Cove, además de protagonizar las series North Shore y Windfall. También ha aparecido en las series de televisión Grounded for Life, Walker, Texas Ranger, Cold Case y CSI: New York.
Fue un personaje recurrente en la serie de televisión protagonizada por Sarah Michelle Gellar, Ringer y actualmente es un papel importante dentro de la serie teen Awkward de la cadena de televisión MTV.

## Filmografía

### Películas
| Año  | Título                     | Personaje            | Notas                  |
| ---- | -------------------------- | -------------------- | ---------------------- |
| 1995 | Gunfighter's Moon          | Kristen Yarnell      | Protagonista           |
| 1997 | Traveller                  | Kate                 | Secundario             |
| 2001 | Longshot                   | Innosense            | Secundario             |
| 2006 | The Net 2.0                | Hope Cassidy         | Protagonista           |
| 2007 | Law Dogs                   | Beth Giles           | Película de televisión |
| 2008 | The House Bunny            | Chica Rubia          | Cameo                  |
| 2008 | An American Carol          | Lily                 | Secundario             |
| 2010 | Flying Lessons             | Mila                 | Secundario             |
| 2010 | The River Why              | Young Ma             | Secundario             |
| 2010 | The Trial                  | Mindy                | Protagonista           |
| 2010 | Love & Other Drugs         | Christy              | Secundario             |
| 2011 | Maskerade                  | Jennifer             | Protagonista           |
| 2011 | Answers to Nothing         | Georgia              | Secundario             |
| 2011 | Hollywoo                   | Jennifer Marshall    | Protagonista           |
| 2012 | A Golden Christmas 3       | Julia                | Película de televisión |
| 2013 | The Devil's in the Details | Claire               | Secundario             |
| 2013 | Another Happy Anniversary  | Jeanne               | Cortometraje           |
| 2013 | Blood Moon                 | Melinda              | Cortometraje           |
| 2013 | The Hunted                 | Ashlee               | Secundario             |
| 2013 | Saving Norman              | Belinda              | Cortometraje           |
| 2014 | Ricky Robot Arms           | Brie                 | Cortometraje           |
| 2015 | A Kind of Magic            | Sara                 | Secundario             |
| 2015 | Christmas Land             | Julie "Jules" Copper | Película de televisión |
| 2016 | The Jury                   | Haley                | Película de televisión |
| 2017 | The Perfect Catch          | Jessica              | Película de televisión |

### Series de televisión
| Año         | Título                         | Personaje               | Notas        |
| ----------- | ------------------------------ | ----------------------- | ------------ |
| 1995        | Misery Loves Company           | Tracy                   | 8 episodios  |
| 1997        | Walker, Texas Ranger           | Jessica Curtis          | 1 episodio   |
| 2004 – 2005 | North Shore                    | Mary Jeanne "MJ" Bevans | 21 episodios |
| 2005        | Grounded for Life              | Chrissy                 | 1 episodio   |
| 2006        | Windfall                       | Sunny van Hattem        | 11 episodios |
| 2006        | CSI: NY                        | Lorelie Dennis          | 1 episodio   |
| 2007 – 2009 | Days of Our Lives              | Brenda                  | 12 episodios |
| 2007        | Cold Case                      | Tessie Bartram in 1982  | 1 episodio   |
| 2008        | Without a Trace                | Lacey Moran             | 1 episodio   |
| 2011        | The Defenders                  | Amanda                  | 1 episodio   |
| 2011        | Traffic Light                  | Alisha                  | 1 episodio   |
| 2011 – 2016 | Awkward                        | Lacey Hamilton          | 81 episodios |
| 2012        | Ringer                         | Shaylene Briggs         | 3 episodios  |
| 2013        | CSI: Crime Scene Investigation | Heather Conner          | 1 episodio   |
| 2014        | NCIS                           | Colonel Leland          | 1 episodio   |
| 2014        | Criminal Minds                 | Audrey Hansen           | 1 episodio   |
| 2014        | The Exes                       | Katie Drake             | 1 episodio   |
| 2014        | Major Crimes                   | Corporal Laura Day      | 1 episodio   |
| 2014        | Sirens                         | Sheila                  | 1 episodio   |
| 2015        | Castle                         | Annie Klein             | 1 episodio   |
| 2015        | Mad Men                        | Cheryl                  | 1 episodio   |
| 2015        | The Player                     | Monica                  | 1 episodio   |
| 2015        | Grey's Anatomy                 | Charlotte               | 1 episodio   |
| 2016        | HelLA                          | Nikki                   | 1 episodio   |

### Programas de televisión
| Año         | Título            | Notas        |
| ----------- | ----------------- | ------------ |
| 1993 – 1996 | Mickey Mouse Club | Colaboradora |